# Похабов, Иван Иванович
Ива́н Ива́нович Поха́бов (около 1610 — 1667—1668, Енисейский уезд) — русский землепроходец, енисейский казак.  Приказчик Братских острогов, участник двух экспедиций на Байкал, инициатор постройки Осинского и Култукского острогов. 

## Общие сведения
Служил в Енисейском остроге, нёс службу в Прибайкалье и Забайкалье. Долгое время Ивана считали основателем города Иркутска, и в 1902 году в Иркутске даже прошли  торжества в честь 250-летия основания города енисейским казаком Иваном Похабовым. Однако действительным основателем Иркутска является Яков Иванович Похабов, современник и однофамилец Ивана, по мнению советских историков А. П. Окладникова и А. Н. Копылова. Был дважды женат, имел единственного сына от второго брака. Отцом землепроходца был стрелецкий сотник из Великого Устюга Иван Александрович Похабов.

## Биография деятельности
- 1642 — прибыл в Енисейский острог в чине боярского сына из Москвы.
- 1643 — приказчик Дубчаской слободы Енисейского уезда.
- 1644—1645 — приказчик Братского острога.
- 1646—1648 — поход на Байкал. Поставлены Осинский и Култукский остроги. Участвовал в походе в Ургу и сопровождал четырёх монгольских послов в Москву.
- 1649—1652 — приказчик маковских и енисейских крестьян.
- 1652—1654 — новый поход на Байкал, строительство зимовья на Иркуте.
- 1654—1656 — вновь становится приказчиком Братского острога.
- 1656—1658 — крестьяне Нижнего Братского острога подали жалобу на Ивана сына боярского Похабова, обвинив его в грабеже и насилии[1]. Аналогичные жалобы поступали и от местных бурят[2]. При заступничестве брата Григория назначен на приказ в Братские остроги.
- 1658 — восстание унгинских и осинских бурят. Поводом опять стали зверства Похабова и его приближённых. Похабов являлся единоличным управляющим двух острогов — Братского и Балаганского. Люди Похабова всячески издевались не только над улусными людьми, но и князьцами; разъезжая по бурятским улусам, они не только грабили имущество и скот, но и убивали людей, когда и как захотели, увозили жён и детей, которых превращали в холопов и рабов. Большая часть захваченных пленников-бурят попадала в руки Похабова, который был лидером в торговле бурятами как рабами. Похабов и его атаманы являлись настоящими работорговцами[3].
- 1659 — бежал в Илимский острог.

В начале 1660-х годов вернулся в Енисейский уезд. Получил поместье в размере 268 десятин земли, где и умер в 1667 или 1668 году.